# Далекий Схід

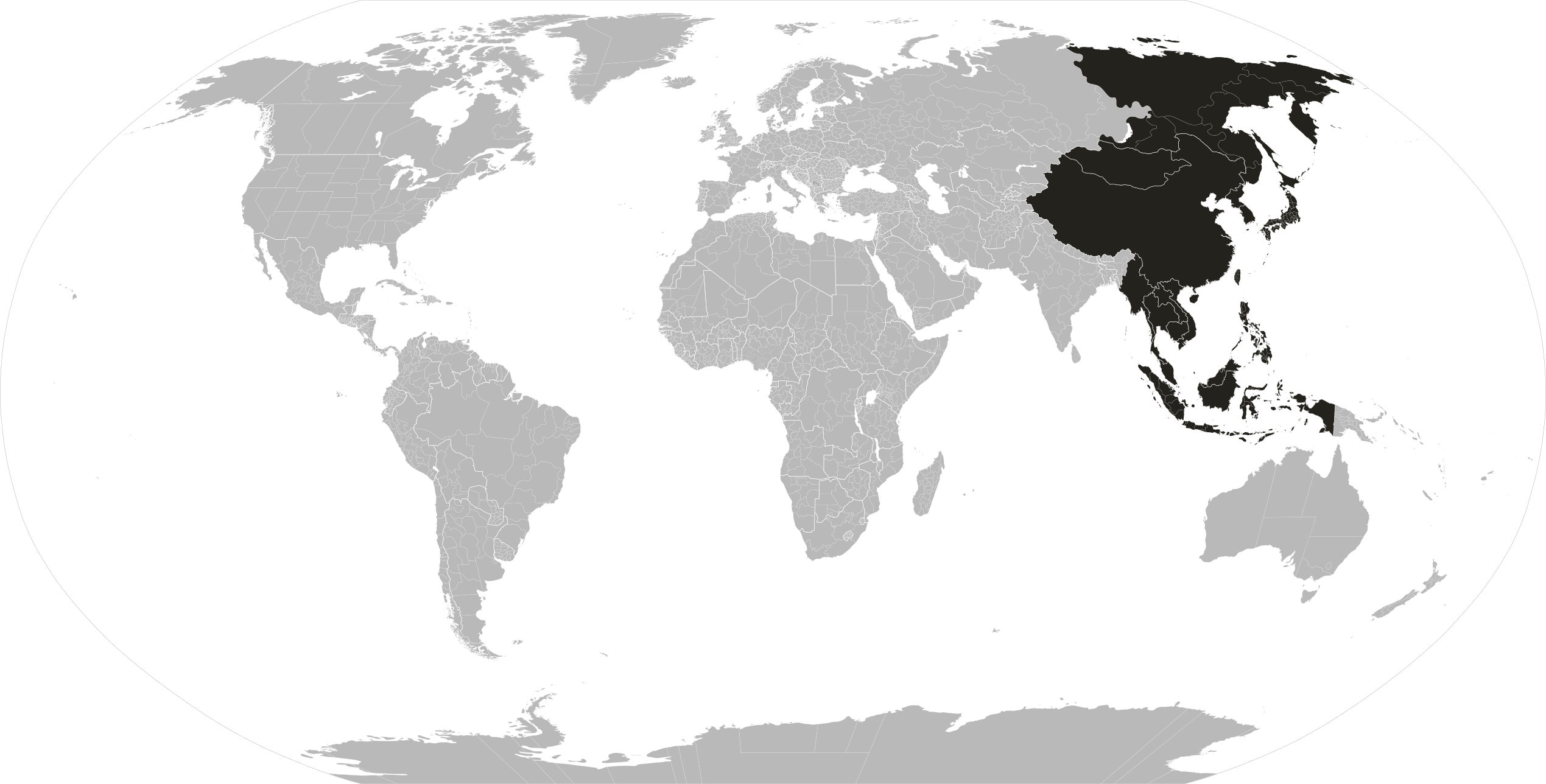
Далекий Схід на мапі Азії

Далекий Схід — європоцентристський термін, яким позначають обширний регіон Північно-Східної, Східної та Південно-Східної Азії.

## Країни Далекого Сходу
| Назва регіону та території з прапором | Площа (км2)   | Населення     | Густота населення (на км2) | Столиця             | Форма правління                                                  | Валюта                  | Офіційні мови                                            |
| Північна Азія                         | Північна Азія | Північна Азія | Північна Азія              | Північна Азія       | Північна Азія                                                    | Північна Азія           | Північна Азія                                            |
| ------------------------------------- | ------------- | ------------- | -------------------------- | ------------------- | ---------------------------------------------------------------- | ----------------------- | -------------------------------------------------------- |
| Росія                                 | 6,952,600     | 8,371,257     | 1.2                        | Москва              | Федеральна президентсько-парламентська республіка                | Рубль                   | Російська та 27 інших спів-офіційних мов                 |
| Південно-Східна Азія                  |               |               |                            |                     |                                                                  |                         |                                                          |
| Бруней                                | 5,765         | 417,200       | 72.11                      | Бандар-Сері-Бегаван | Абсолютний ісламський султанат                                   | Брунейський долар       | Малайська та англійська                                  |
| Камбоджа                              | 181,035       | 16,245,729    | 81.8                       | Пномпень            | Конституційна монархія                                           | Рієль                   | Кхмерська                                                |
| Острів Різдва                         | 135           | 1,843         | 10.39                      | Флаїнг-Фіш-Коув     | Зовнішня територія Австралії                                     | Австралійський долар    | Англійська                                               |
| Кокосові острови                      | 14            | 544           | 43.0                       | Вест-Айленд         | Зовнішня територія Австралії                                     | Австралійський долар    | Невизначено                                              |
| Індонезія                             | 1,904,569     | 261,115,456   | 138.0                      | Джакарта            | Президентська республіка                                         | Рупія                   | Індонезійська                                            |
| Лаос                                  | 237,955       | 6,758,353     | 26.7                       | В'єнтьян            | Соціалістична республіка                                         | Лаоський кіп            | Лаоська                                                  |
| Малайзія                              | 330,803       | 32,049,700    | 92.0                       | Куала-Лумпур        | Федеральна конституційна монархія, Парламентська демократія      | Рингіт                  | Малайська                                                |
| М'янма                                | 676,578       | 53,582,855    | 76.0                       | Найп'їдо            | Унітарна президентська конституційна республіка                  | К'ят                    | Бірманська                                               |
| Філіппіни                             | 300,000       | 100,981,437   | 336.0                      | Маніла              | Унітарна президентська конституційна республіка                  | Філіппінський песо      | Філіппінська/Таґальська та англійська                    |
| Сингапур                              | 722.5         | 5,638,700     | 7,804.0                    | Сингапур            | Парламентська республіка                                         | Сингапурський долар     | Малайська, англійська, китайська (путунхуа) і тамільська |
| Таїланд                               | 513,120       | 68,863,514    | 132.1                      | Бангкок             | Конституційна монархія, Парламентська демократія                 | Бат                     | Тайська                                                  |
| Східний Тимор                         | 15,410        | 1,167,242     | 78.0                       | Ділі                | Парламентська республіка                                         | Долар США / Сентаво     | Тетум та португальська                                   |
| В'єтнам                               | 331,212       | 94,569,072    | 276.03                     | Ханой               | Однопартійна держава, Соціалістична республіка                   | Донг                    | В'єтнамська                                              |
| Східна Азія                           |               |               |                            |                     |                                                                  |                         |                                                          |
| Китайська Народна Республіка          | 9,598,094     | 1,371,821,094 | 145.0                      | Пекін               | Однопартійна Соціалістична республіка]                           | Юань (Женьміньбі)       | Китайська (путунхуа)                                     |
| Гонконг                               | 1,108         | 7,448,900     | 6,777.0                    | Гонконг             | Особливий адміністративний район Китайської Народної Республіки. | Гонконгський долар      | Китайська, англійська                                    |
| Японія                                | 377,973       | 126,440,000   | 334.0                      | Токіо               | Парламентська демократія, Конституційна монархія                 | Єна                     | Невизначено                                              |
| Макао                                 | 115.3         | 653,100       | 21,340.0                   | Макао               | Особливий адміністративний район Китайської Народної Республіки. | Патака                  | Китайська, Португальська                                 |
| Монголія                              | 1,566,000     | 3,081,677     | 1.97                       | Улан-Батор          | Парламентська республіка                                         | Тугрик                  | Монгольська                                              |
| Північна Корея                        | 120,540       | 25,368,620    | 212.0                      | Пхеньян             | Унітарна диктатура Чучхе Соціалістична республіка                | Північнокорейська вона  | Корейська                                                |
| Південна Корея                        | 100,363       | 51,446,201    | 507.0                      | Сеул                | Президентська республіка                                         | Південнокорейська вона  | Корейська                                                |
| Тайвань                               | 36,197        | 23,577,271    | 650.0                      | Тайбей              | Президентсько-парламентська республіка                           | Новий тайванський долар | Китайська (путунхуа)                                     |

## Галерея

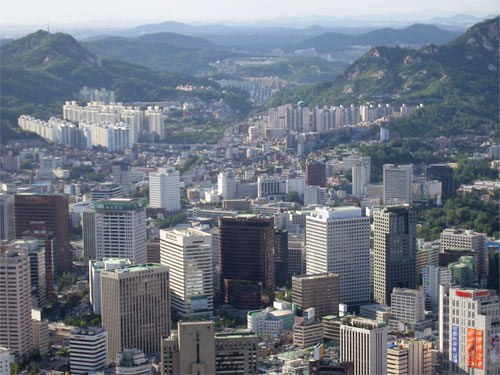
Сеул, Південна Корея
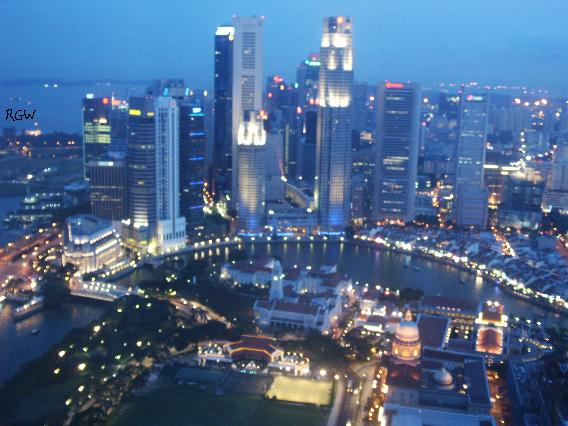
Сінгапур
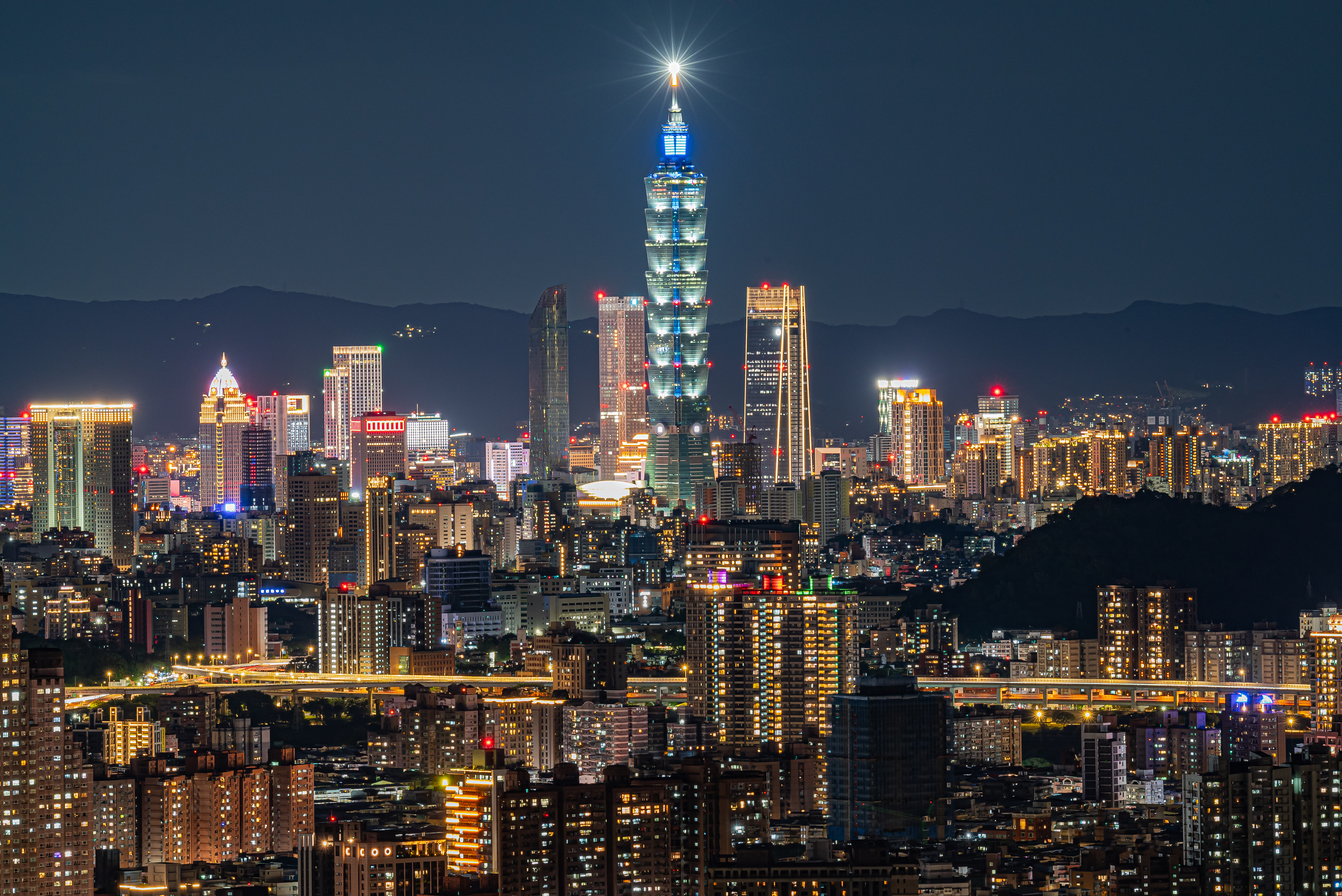
Тайбей, Тайвань
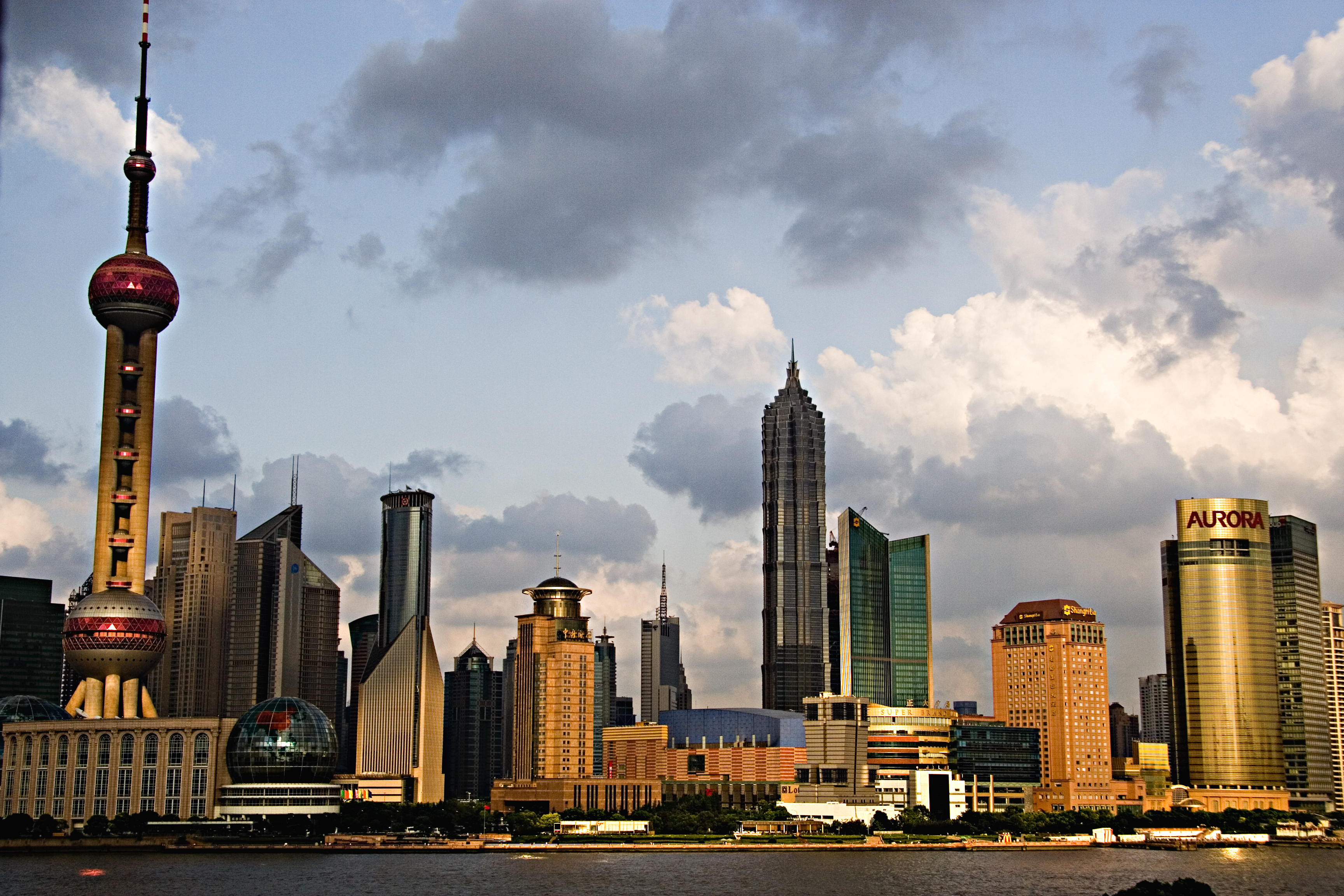
Шанхай, Китай, КНР
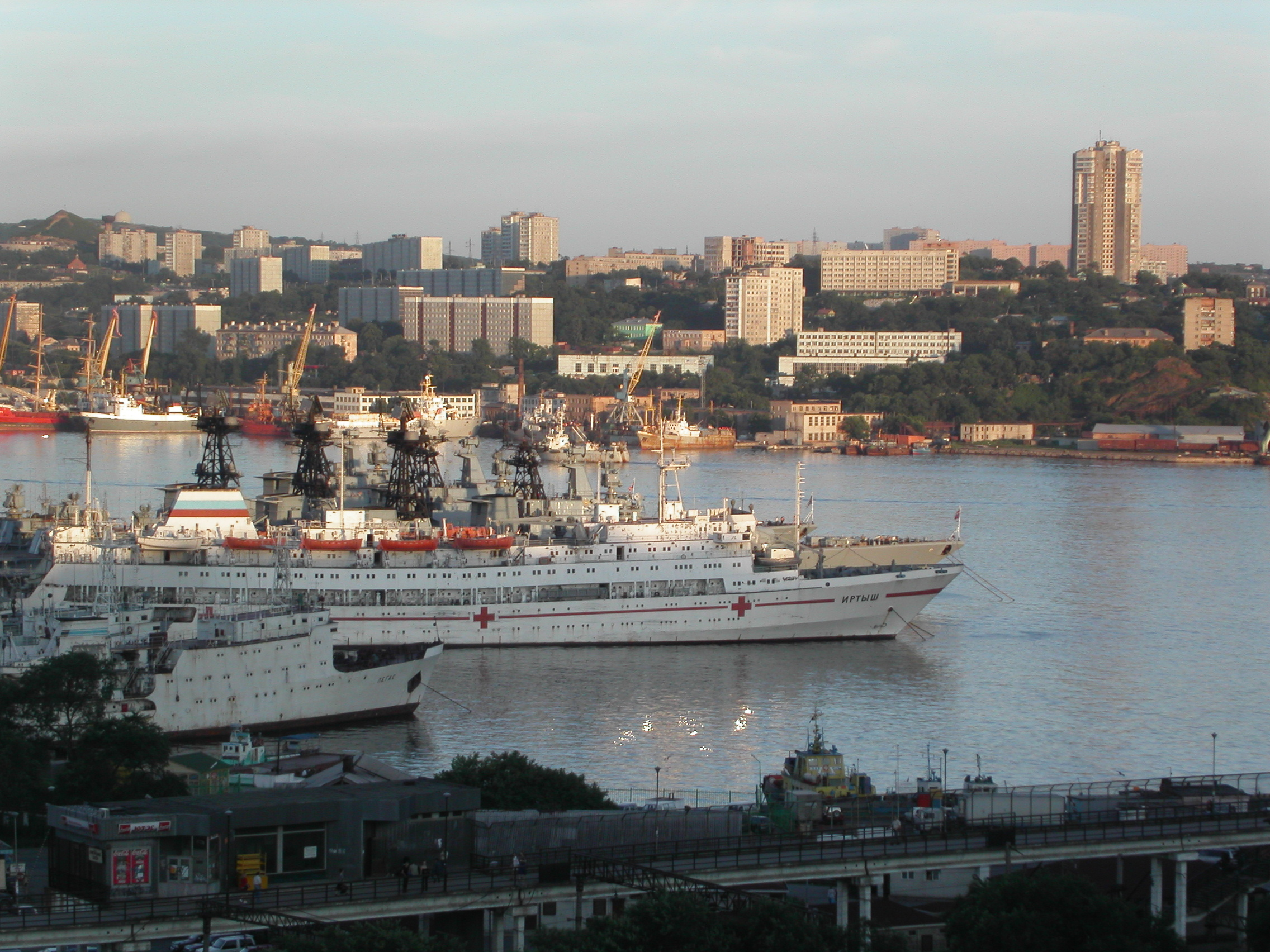
Владивосток, Приморський край, Росія
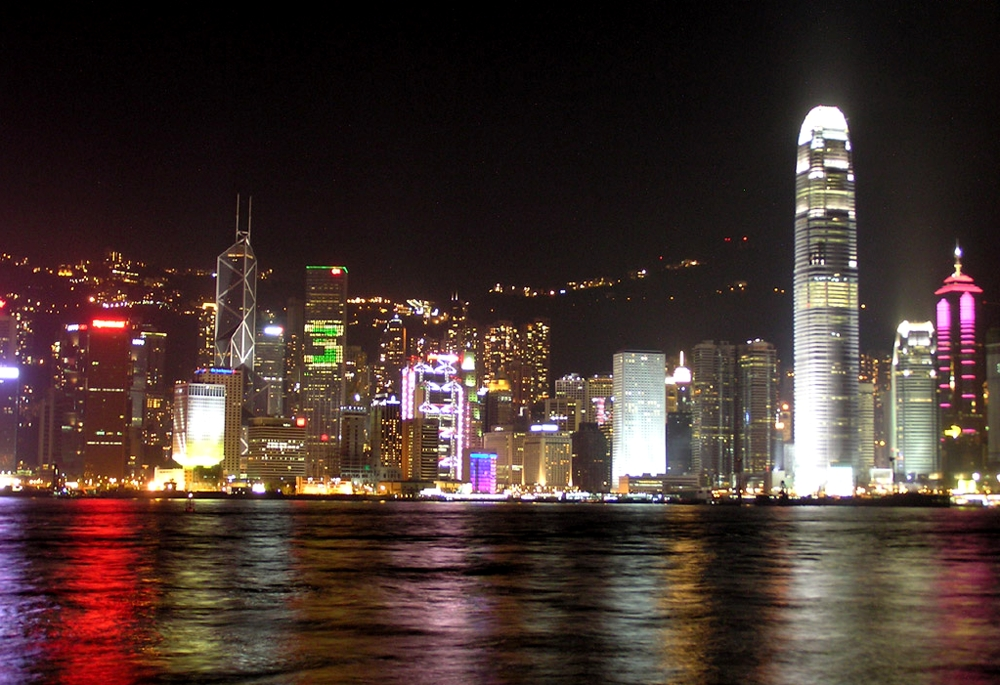
Гонконг, КНР
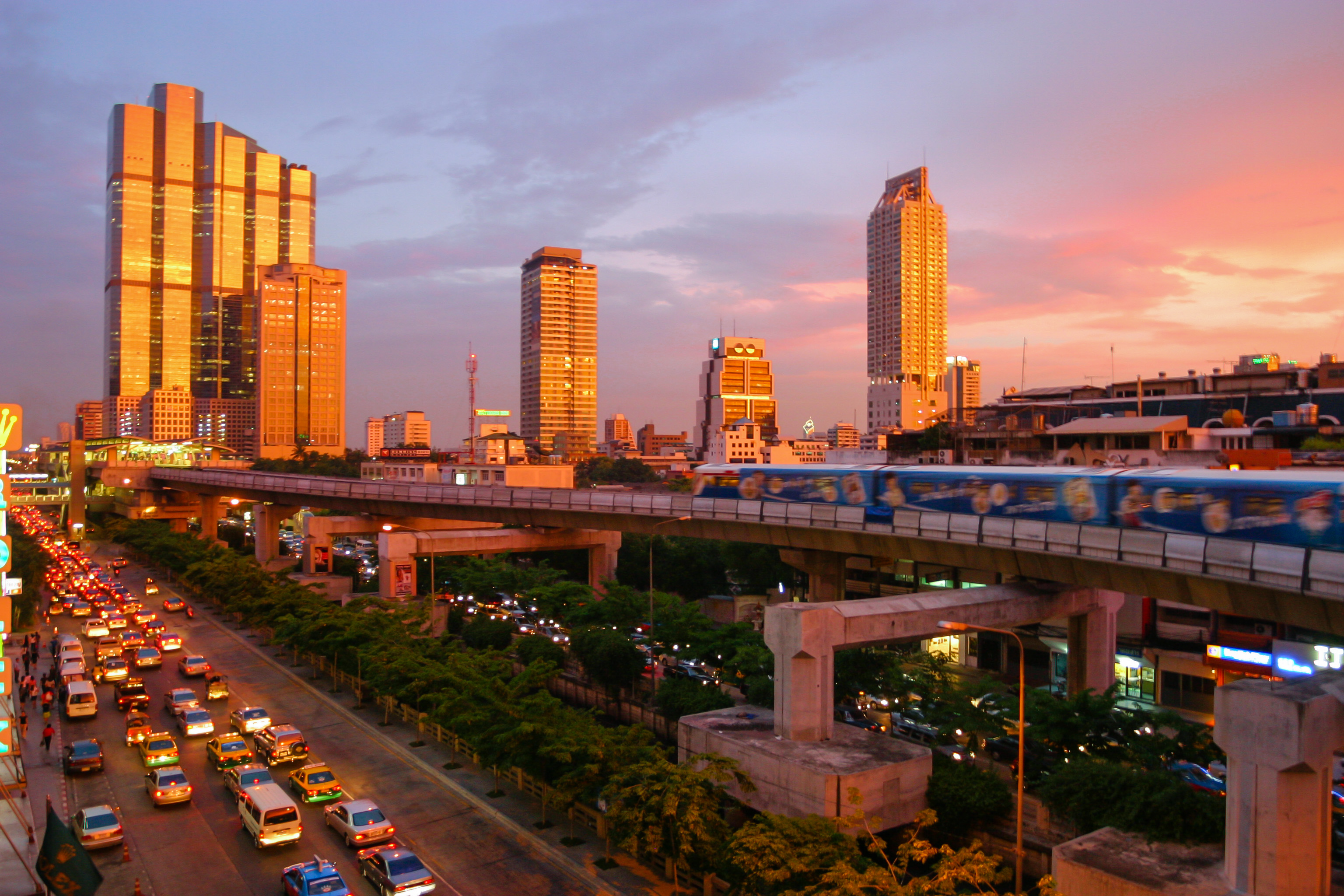
Бангкок, Таїланд
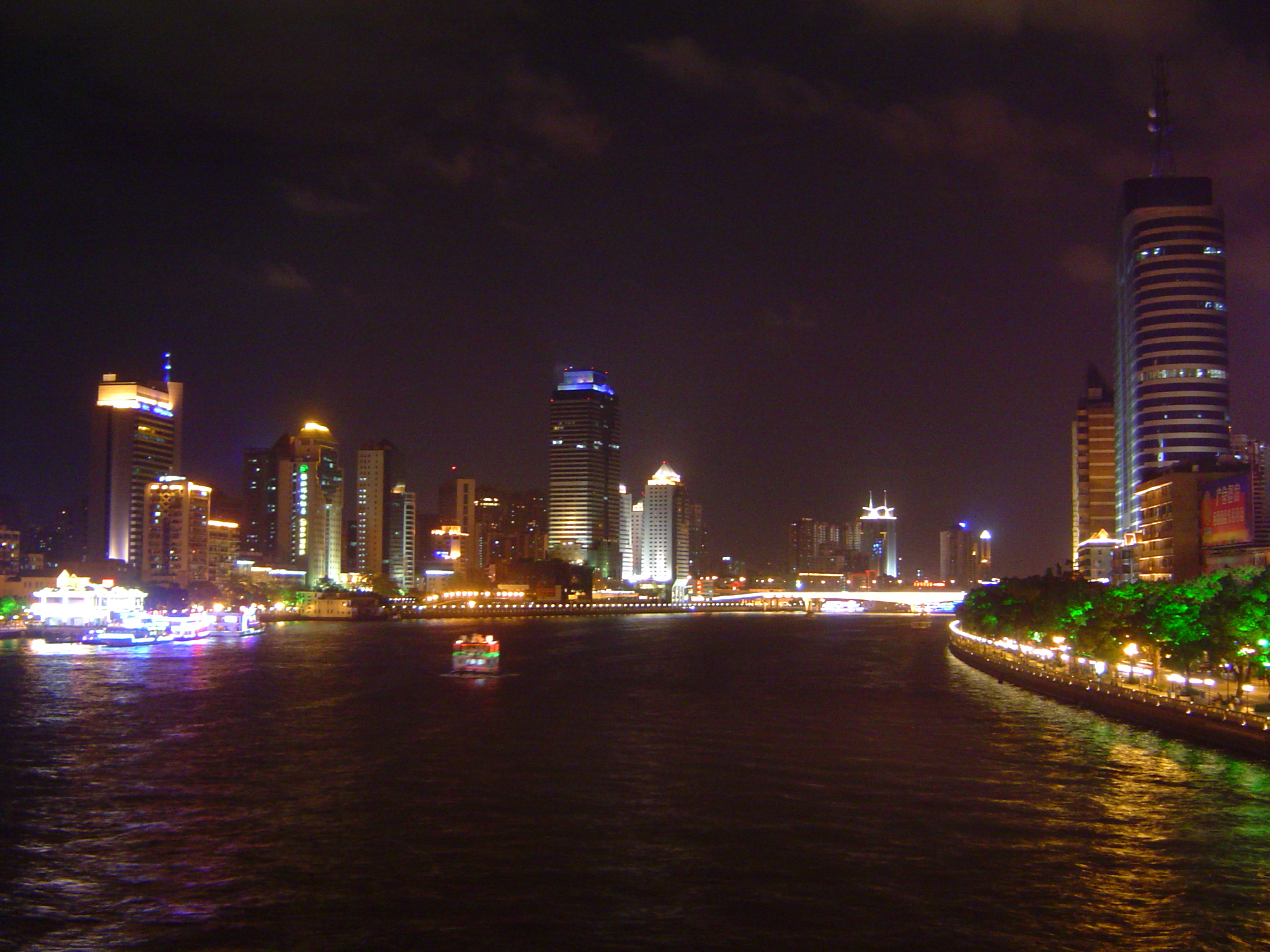
Гуанчжоу, Китай, КНР
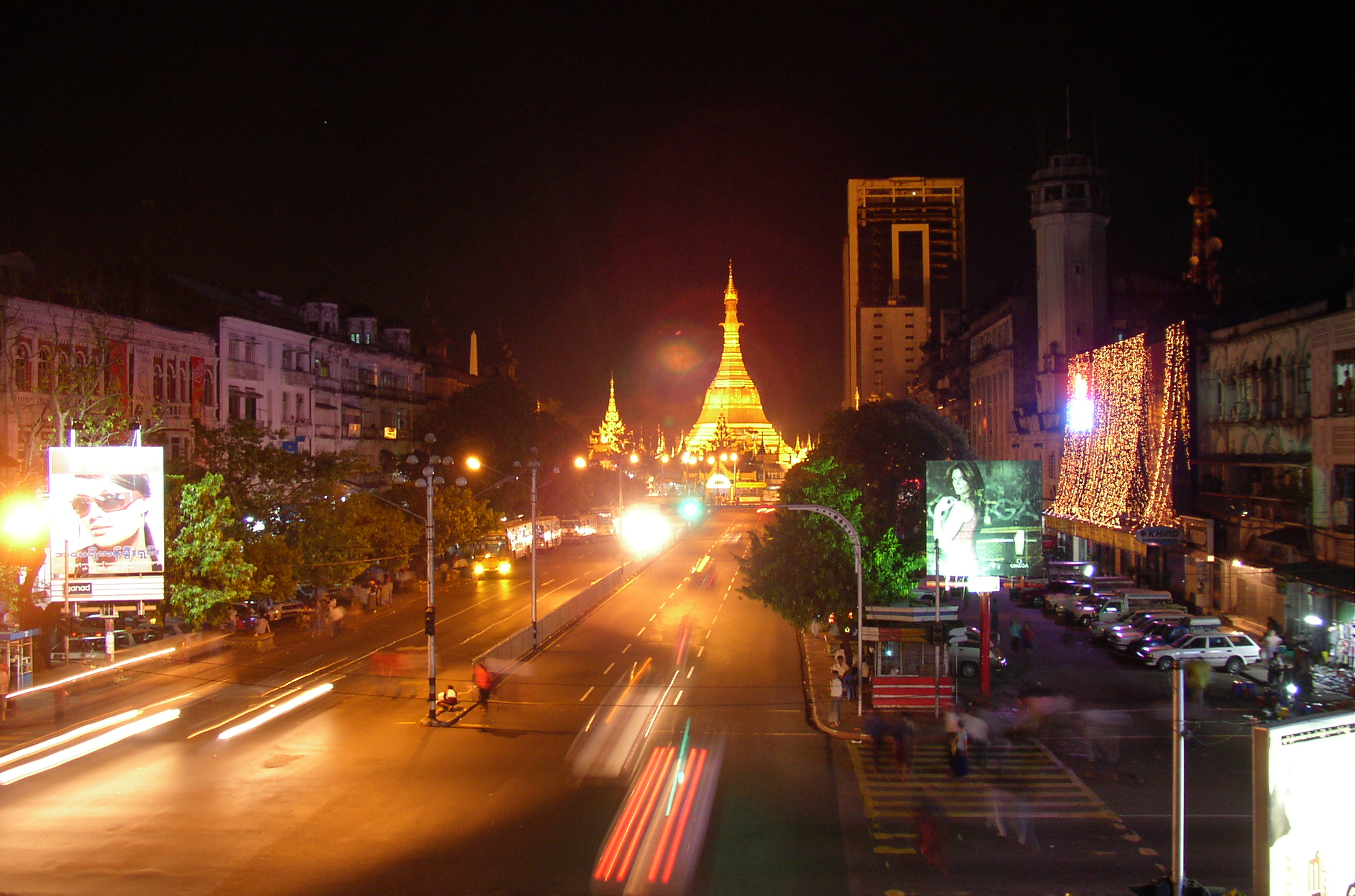
Янгон (Рангун), М'янма (Бірма)
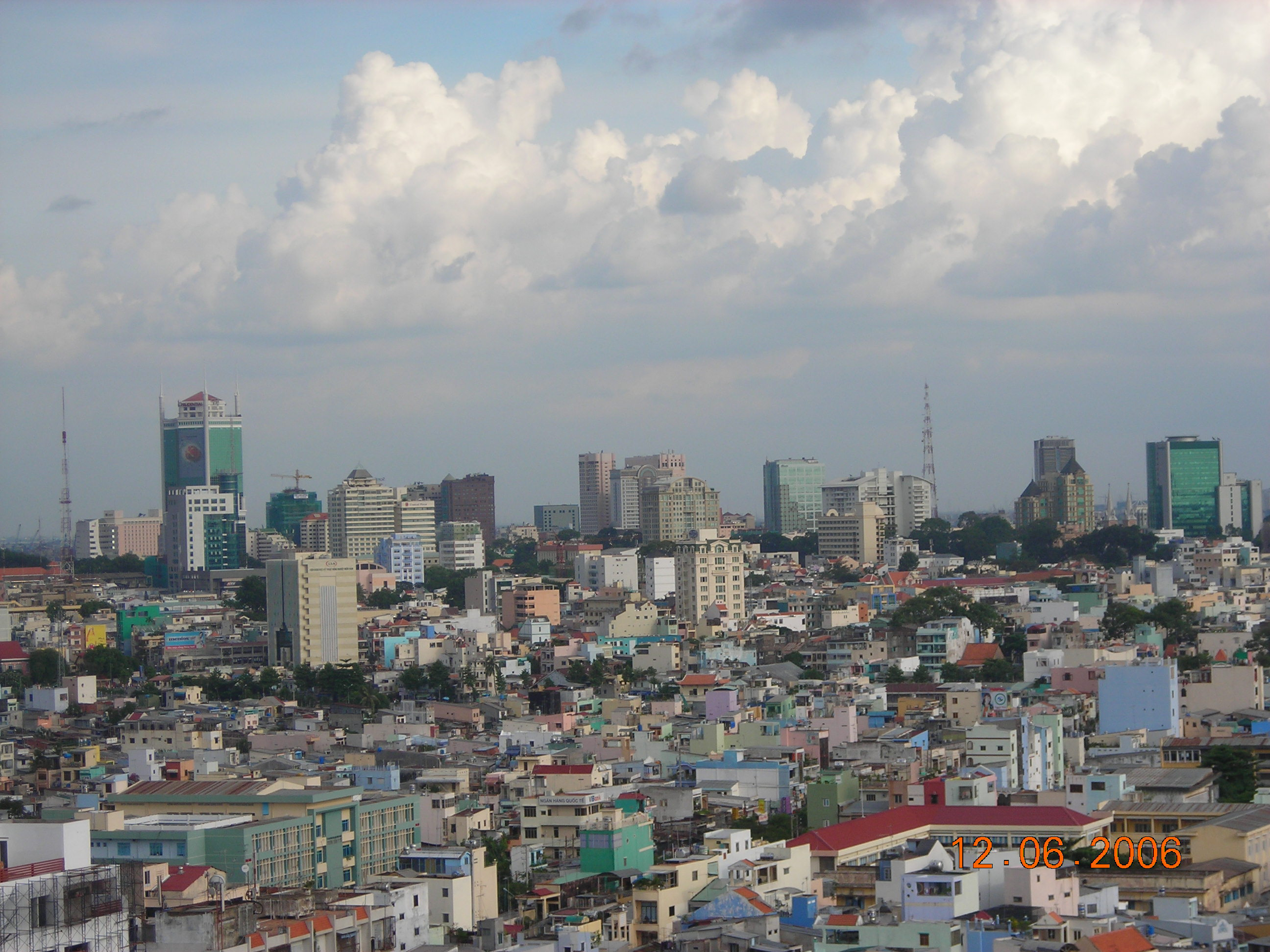
Хошимін (Сайгон), В'єтнам
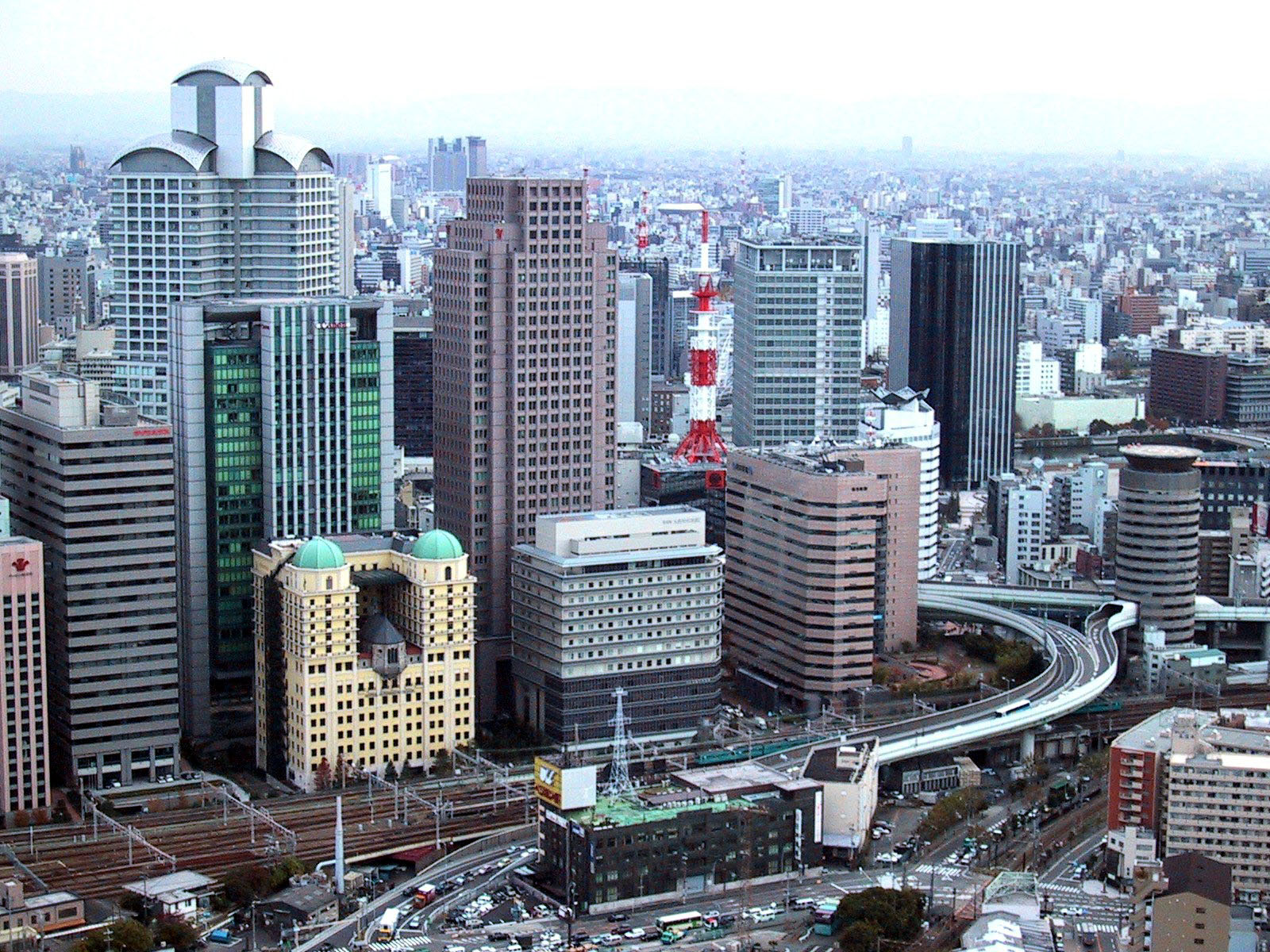
Осака, Японія
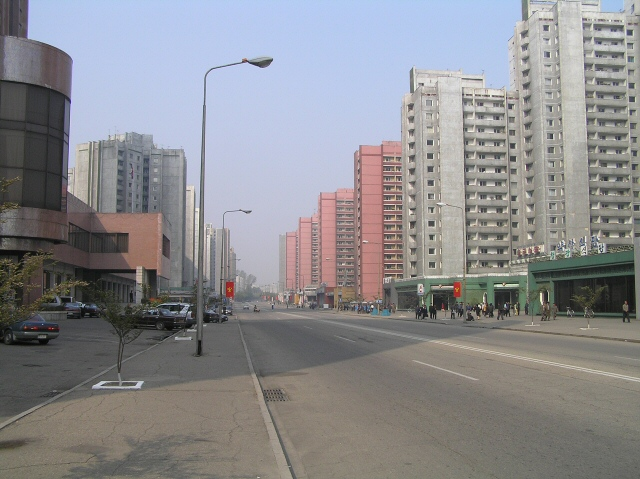
Пхеньян, Корея, КНДР